# Chiesa di Sant'Abbondio alla Motta
La chiesa di Sant’Abbondio alla Motta è una chiesa sussidiaria della parrocchia di Sant’Abbondio in San Bonifacio, in provincia e diocesi di Vicenza; fa parte del vicariato di San Bonifacio-Montecchia di Crosara, più precisamente dell'Unità Pastorale San Bonifacio.

## Storia
Sede plebana, la chiesa di Sant’Abbondio sorge sulle propaggini della Motta, una modesta altura separata dal centro attuale di San Bonifacio dal torrente Alpone dove sorgeva il castello, documentato per la prima volta nel 955 nel testamento del conte Milone. 
Nel castello era presente una cappella gentilizia dedicata a San Bonifacio, oggi scomparsa, che diede il nome sia alla località sia alla famiglia dei Conti e che probabilmente fu in origine il luogo di culto cristiano della prima comunità residente nel castello.
Con la pace di Fontaniva del 1147 i vicentini, per l’aiuto ricevuto nella guerra contro i padovani, ricevettero un esteso territorio, modificando il confine fino ad allora segnato dall’Alpone dal punto di vista politico. Questo non ebbe valore a livello diocesano, con Sant’Abbondio pieve appartenente a Vicenza.
Quando Alberto Sambonifacio fece testamento il 15 febbraio 1135 lasciò tutti i suoi beni nel veronese e nel vicentino all’Abbazia di Villanova, ignorando la pieve di Sant’Abbondio, probabilmente perché quest’ultima non esisteva ancora. In ogni caso tale lascito da parte di Alberto fu motivo di una lite tra parrocchia e abbazia che si concluse solo alla chiusura del monastero di Villanova nel 1771.
Il primo documento che parla della pieve di Sant’Abbondio risale al 30 agosto 1177 e, nel 1208, si cita la chiesa e le mura che proteggevano l’abitato, costituitosi in libero comune, con la vicinia, l’assemblea degli abitanti che si radunava nella piazza di fronte all’edificio ecclesiastico. Se la comunità era riuscita ad ottenere una certa autonomia dai Conti, fa invece pensare la dedicazione del luogo di culto ad un santo lombardo. Si può spiegare come un’ingerenza dei Sambonifacio, visti i loro antichi legami con la Lombardia.
La pieve, in quegli anni, era una collegiata, cioè con un certo numero di presbiteri che vivevano in comune in un edificio annesso alla chiesa, forse collegato dalla porta visibile sul lato meridionale, oggi murata.
Gli inizi del XIII secolo furono un periodo difficile, tanto che nel 1207 il castello fu assediato dai Montecchi, nemici dei Conti, e la situazione per il borgo fu più difficile. A questo periodo risale lo spostamento della sede parrocchiale al di là dell’Alpone, nella più grande Santa Maria.
Nonostante l’abbandono del castello da parte dei Sambonifacio nel 1243, la chiesa continuò ad essere frequentata come dimostrano gli affreschi che vanno dalla fine del XIV secolo al 1526.
Per salvaguardare la chiesa, intorno al 1500 fu creata la Confraternita di Sant’Abbondio, che vi mantenne un cappellano fino alla fine del XVII secolo. Successivamente la chiesa fu pian piano abbandonata, salvo una Messa che veniva celebrata dall’arciprete il 31 agosto, festa del santo comasco, oltre alla tradizione di compiere una processione che partiva dall’antica pieve per dirigersi verso Santa Maria Maggiore all’insediamento del nuovo parroco.
Solo nel 1900 iniziarono dei lavori di restauro, progettati dall’ingegnere Antenore Mazzotto, che diedero alla chiesa l’attuale aspetto medievale, eliminando aggiunte successive come le due finestre ai lati dell’ingresso e aggiungendo nuovi elementi come il protiro all’ingresso, il rosone a raggiera, gli archetti pensili e la porta sul lato nord. Il tetto a capriate fu ricostruito in questo periodo, mentre il pavimento fu portato alla quota originale.
Il 20 settembre 1903 il Vescovo di Vicenza Antonio Feruglio consacrò il nuovo altare maggiore. Da allora la chiesa è stata utilizzata salutariamente

## Descrizione

### Esterno
La facciata, rivolta ad ovest, originariamente, doveva essere a capanna, con protiro pensile, una bifora al posto del rosone e archetti rampanti, forse come nella chiesa parrocchiale di Scardevara.
La muratura è ancora quella originaria, con corsi orizzontali di mattoni alternati da filari di blocchi squadrati di pietra calcarea, come nell’Abbazia di Vilanova, al Santuario della Madonna della Strà in Belfiore o nella già citata chiesa dei Santi Filippo e Giacomo in Scardevara, tipica del romanico veronese del XII secolo. Il lato sud, adiacente alla corte di palazzo Scudellari, è rimasto com’era, con corsi paralleli di blocchi calcarei squadrati in maniera grossolana e tre finestrelle a doppia strombatura. Una finestra dello stesso tipo è l’unica a nord.
I grandi blocchi angolari sembrano poi essere simili a quelli del campanile di Villanova, costruito nel 1149. Questo fa ipotizzare che la chiesa sia stata costruita da maestranze attive in quegli anni nella vicina Abbazia e nell’antica chiesa belfiorese.

### Interno
L’interno, a navata unica, presenta numerosi affreschi. A sinistra dell’ingresso vi sono, su due livelli, degli ex voto databili tra il 1491 e il 1526 raffiguranti varie Madonne in trono con il Bambino Gesù, vari Sant’Abbondio, Santa Lucia, Sant'Antonio Abate, Sant'Antonio di Padova, Sant'Agata (senza testa) e San Bartolomeo. Spesso vi è il nome del donatore, che in alcuni dipinti è presentato al santo.
Sopra l’arco trionfale vi è il dipinto più antico, una Annunciazione risalente tra la fine del XIV secolo e l’inizio del XV secolo, mentre nel catino absidale è raffigurante la Santissima Trinità con fasci di luce, angeli e i simboli dei Quattro Evangelisti. Al di sotto vi sono alcuni santi in riquadri incorniciati, come Santa Lucia, Sant’Antonio Abate, Sant'Agapito, San Bovo, San Francesco d'Assisi, Santa Caterina, San Bartolomeo, datati 1491. Vi è anche una Madonna col Bambino, che risulta, da un’iscrizione, dipinta da Pietro di Marino. Secondo il Simeoni l’autore di questa e altre pitture nell’edificio sacro e lo stesso che lasciò altre sue opere in chiese della zona, tra cui Santa Maria Fossa Dragone in Monteforte.

Risalente al Quattrocento è anche Sant’Agata sul lato destro dell’arco trionfale, mentre, sempre di Pietro di Marino, sulla parete meridionale, è una scena molto rovinata con soldati e San Pietro Martire.
Sulla controfacciata vi sono due statue lignee policrome risalenti al XVIII secolo raffiguranti San Bonifacio e San Tommaso d'Aquino, recentemente restaurate. La statua lignea nella nicchia sul lato meridionale rappresenta il titolare della chiesa, Sant’Abbondio.

## Campanile
Nel tempo era stato aggiunto un campanile a vela, rimosso nei lavori di restauro del 1900. In quell’occasione, a nord della chiesa, verso la zona absidale, fu eretto nel 1903 un nuovo campanile, progettato dall’ingegnere Antenore Mazzotto.
A base quadrata, presenta file di mattoni alternati a blocchi bianchi in pietra. La cella campanaria, contraddistinta da una cornice marcapiano, vede la presenza di bifore e presenta archetti rampanti al coronamento. La copertura è a pigna, circondata da quattro pinnacoli e coronata da una croce metallica.